# Массіару
Ма́ссіару (ест. Massiaru küla) — село в Естонії, у волості Гяедемеесте повіту Пярнумаа.

## Населення
Чисельність населення на 31 грудня 2011 року становила 100 осіб.

## Географія
Від села починаються автошляхи 336 (Каблі — Массіару) та 337 (Талі — Тууліку — Массіару), також через населений пункт проходить дорога 334 (Лайксааре — Массіару — Теасте).